# Tăureni
Tăureni  (Hongaars: Mezőtóhát) is een comună in het Roemeense district Mureș in Transsylvanië. Het is opgebouwd uit drie dorpen, namelijk:
- Fânațe
- Moara de Jos
- Tăureni

## Demografie
De comună had volgens de volkstelling van 2002 zo'n 1.049 inwoners. Hiervan waren er 955 (91%) Roemenen, 73 (7%) Roma en 21 (2%) Hongaren.